# Defensa numantina
Defensa numantina, así es llamada la defensa tenaz de una posición hasta el límite, a menudo en condiciones desesperadas. La expresión tiene su origen en la defensa de la ciudad celtíbera de Numancia durante los sucesivos cercos que sufrió entre el  C. 153 a. C. y 133 a. C., y que solo terminaron con el suicidio colectivo de los defensores.
Los historiadores romanos, como Tito Livio, ensalzaron la valerosa defensa de la ciudad, y así la defensa de Numancia pasó a formar parte de la leyenda, dando lugar al adjetivo "numantino".